# Christian Hirschbühl
Christian Hirschbühl (ur. 19 kwietnia 1990 w Bregencji) – austriacki narciarz alpejski, srebrny medalista mistrzostw świata.

## Kariera
Po raz pierwszy na arenie międzynarodowej pojawił się 5 grudnia 2005 roku podczas zawodów FIS Race w austriackim Fulpmes. Został wtedy zdyskwalifikowany w drugim przejeździe slalomu. W 2010 roku wystąpił na mistrzostwach świata juniorów w regionie Mont Blanc. W gigancie zajął tam 19. miejsce, a slalomu nie ukończył.
Debiut w Pucharze Świata zanotował 17 stycznia 2015 roku, kiedy to w Wengen nie ukończył pierwszego przejazdu w slalomie. Pierwsze pucharowe punkty zdobył w tym samym sezonie, 25 października 2015 roku w austriackim Sölden, gdzie w gigancie zajął 22. miejsce. Na podium zawodów tego cyklu pierwszy raz stanął 14 listopada 2021 roku w Lech, gdzie był najlepszy w slalomie równoległym. W sezonie 2021/2022 zwyciężył w klasyfikacji PAR.
Hirschbühl wystartował w gigancie na Zimowych Igrzyskach Olimpijskich 2018 w Pjongczangu, ale nie ukończył pierwszego przejazdu. Rok później, na mistrzostwach świata w Åre zajął 11. miejsce w slalomie. Zdobył ponadto srebrny medal w zawodach drużynowych, wspólnie z Franziską Gritsch, Kathariną Liensberger, Kathariną Truppe, Michaelem Mattem i Marco Schwarzem.

## Osiągnięcia

### Igrzyska olimpijskie
| Miejsce | Dzień     | Rok  | Miejscowość | Konkurencja | Czas biegu | Strata | Zwycięzca       |
| ------- | --------- | ---- | ----------- | ----------- | ---------- | ------ | --------------- |
| DNF1    | 18 lutego | 2018 | Pjongczang  | Gigant      | 2:18,04    | –      | Marcel Hirscher |

### Mistrzostwa świata
| Miejsce | Dzień     | Rok  | Miejscowość | Konkurencja      | Czas zawodów | Strata | Zwycięzca       |
| ------- | --------- | ---- | ----------- | ---------------- | ------------ | ------ | --------------- |
| 2.      | 12 lutego | 2019 | Åre         | Zawody drużynowe | –            | –      | Szwajcaria      |
| 11.     | 17 lutego | 2019 | Åre         | Slalom           | 2:05,86      | +1,50  | Marcel Hirscher |

### Mistrzostwa świata juniorów
| Miejsce | Dzień       | Rok  | Miejscowość       | Konkurencja | Czas biegu | Strata | Zwycięzca       |
| ------- | ----------- | ---- | ----------------- | ----------- | ---------- | ------ | --------------- |
| 19.     | 31 stycznia | 2010 | Region Mont Blanc | Gigant      | 2:17,55    | +2,00  | Mathieu Faivre  |
| DNF1    | 2 lutego    | 2010 | Region Mont Blanc | Slalom      | 1:30,97    | –      | Reto Schmidiger |

### Puchar Świata

#### Miejsca w klasyfikacji generalnej
- sezon 2015/2016: 95.
- sezon 2016/2017: 76.
- sezon 2017/2018: 60.
- sezon 2018/2019: 37.
- sezon 2019/2020: 85.
- sezon 2020/2021: 56.
- sezon 2021/2022: 71.

#### Miejsca na podium w zawodach
1. Lech – 14 listopada 2021 (slalom równoległy) – 1. miejsce